# Bresimo
Bresimo (Nones: Brésem) ist eine italienische Gemeinde (comune) mit 244 Einwohnern (Stand 31. Dezember 2023) in der Provinz Trient, Region Trentino-Südtirol. Die Gemeinde gehört der Talgemeinschaft Comunità della Val di Non an.

## Etymologie
Nach Christian Schneller wurde der Ort erstmals 1220 als Bresem schriftlich erwähnt. 1285 erscheint zum ersten Mal der Name Bresimo. Er steht im Zusammenhang mit dem Namen, des durch das Gemeindegebiet fließenden Torrente Barnes. Womöglich leitet er sich aus dem vorrömischen *barra ab, was so viel wie Abgrund oder Absturz bedeutet und schließlich zu Bresimo umgewandelt wurde.
Im benachbarten deutschsprachigen Deutschnonsberg wird der Ort mit dem Exonym Brisen bezeichnet, im Ultental dagegen mit Prisen.

## Wappen
Blasonierung: Geteilt im Sparren in rot und schwarz, goldene Sparrenleiste an der Teilung; Zinnenschildfuß in silber mit schwarz gemauerten Ghibellinenzinnen. Das Wappen entspricht dem Wappenschild der Herren von Altaguardia. Es wurde 1987 als Gemeindewappen eingeführt.

## Geographie
Die Streugemeinde liegt in Luftlinie etwa 39,5 Kilometer nordnordwestlich von Trient im Valle di Bresimo, einem nordwestlichen Seitental des Nonstals. Zum unmittelbar an Südtirol angrenzenden Gemeindegebiet gehören die vier Fraktionen Baselga, Bevia, Fontana und Fontana Nuova mit dem Gemeindesitz. Die 1036 m s.l.m. hohe Gemeinde befindet sich mit allen ihren Fraktionen auf der orographisch linken Seite etwas oberhalb des Torrente Barnes an den südöstlichen Ausläufern der Maddalene, wie der Ilmenkamm im Italienischen auch genannt wird.

## Geschichte
Das Tal von Bresimo weist bereits Spuren aus der Ur- und Frühgeschichte auf. Zunächst waren es mesolithische Jäger, die den oberen Talbereich saisonal zur Jagd aufsuchten. Danach waren es insbesondere die Übergänge in das nördlich angrenzende Ultental, in das westlich gelegene Val di Rabbi und dem östlich gelegenen Valle di Rumo die genutzt wurden. Gegenstände aus der Bronze- und Eisenzeit wurden an verschiedenen Stellen des Gemeindegebiets entdeckt. Giacomo Roberti listet in seinem 1929 erschienenen Beitrag über archäologische Funde eine ganze Reihe von Objekten auf, die in Bresimo und Umgebung zwischen dem Ende des 19. und Beginn des 20. Jahrhunderts gefunden wurden, darunter auch einige Münzen aus der römischen Kaiserzeit.
Zum Schutz des Übergangs in Ultental wurde die Burg Altaguardia errichtet. Das 1272 erstmals urkundlich erwähnte Castel Altaguardia lag beim Ortsteil Bevia und war Stammsitz des gleichnamigen Adelsgeschlechts, im Deutschen auch Altenwarth oder Hohenwarth benannt. Zu dieser Zeit wurde das Tal von einem Gastalden des Fürstbischofs von Trient regiert, der im benachbarten Livo residierte.
1407 wurde die Burg während des von Rodolfo Belenzani angeführten Aufstandes gebrandschatzt. Anschließend gelangte sie in den Besitz der Familie Thun, die sie wieder instand setzte. Während des dritten Bauernaufstandes 1525 unterstützte der Pfarrer von Bresimo die Aufständischen und half bei der Abfassung von aufrührerischen Manifesten. Nach einem Brand im 17. Jahrhundert wurde Castel Altaguardia aufgegeben und verfiel zu einer Ruine.
1603 erhielt die seit 1433 aus den drei Orten Fontana, Bevia und Baselga bestehende Dorfgemeinschaft  mit der Carta di regola ihr eigenes Statut. Im Rahmen des Fürstbistums Trient bewahrte die Dorfgemeinschaft eine weitgehende Autonomie und regelte mit dem Statut die Nutzung der Allmende. Die Regola bestand bis zur napoleonischen Epoche und wurde unter der bayrischen Besetzung 1807 abgeschafft.
1611 richtete Fürstbischof und Kardinal Carlo Gaudenzio Madruzzo ein Inquisitionsgericht zur Hexenverfolgung im Nonstal ein. Zu den ersten Verhafteten gehörte im November 1613 auch eine Agata genannt Gadenta aus Bresimo. Agata starb im Dezember 1613 im Kerker an den Folgen der Folter. Bis zum Frühjahr 1614 wurden sieben Frauen und drei Männer wegen Hexerei auf dem Scheiterhaufen vor dem Palazzo Nero in Coredo, Sitz des Inquisitionsgerichts, verbrannt.
Nach der Auflösung des Fürstbistums Trient wurde die Gemeinde Bresimo im napoleonischen Königreich Italien 1810 aufgelöst und der Gemeinde Preghena angeschlossen. Die Gemeinde Preghena, seit 1928 eine Fraktion von Livo, gehörte dem Bezirk Malé im Val di Sole an. Nach dem Ende des napoleonischen Zwischenspiels und dem Anschluss an das Habsburgerreich wurde Bresimo 1817 wieder zu einer eigenständigen Gemeinde und gehörte nach der oktroyierten Märzverfassung und der Bildung der Gerichtsbezirke seit 1849 dem Gerichtsbezirk Cles und ab 1868 dem Bezirk Cles der Gefürsteten Grafschaft Tirol an.
Mitte des 19. Jahrhunderts zählte die Gemeinde knapp 550 Einwohner, die vor allem von der Viehwirtschaft lebten. Nur auf wenigen Flächen wurde auch Landwirtschaft betrieben und Getreide angebaut. Dennoch herrschte hier nach Agostino Perini im Vergleich zu anderen Orten im Nonstal kein Elend. Perini vermerkte bereits 1852 ein einfaches hölzernes Badehaus, das wegen seines heilsamen Wassers für Kuren genutzt wurde. Eine Mineralquelle war wohl bereits seit Ende des 18. Jahrhunderts bekannt gewesen. 1872 wurde das im Besitz der Gemeinde befindliche Badehaus durch einen gemauerten Bau ersetzt und im Jahr darauf wurde das mittlerweile renommierte Mineralwasser von Bresimo chemisch untersucht. Zu Ende des 19. Jahrhunderts bestand neben dem kommunalen Badehaus noch ein weiteres privat betriebenes Badehaus, die von mehreren Heilquellen gespeist wurden. In den beiden kleinen Anlagen wurde das eisenhaltige Mineralwasser für Badekuren und das an Magnesium reiche Wasser für Trinkkuren genutzt. Das Heilwasser von Bressimo ist unter anderem für die Linderung arthritischer Schmerzen geeignet.
Nach dem Ende des Ersten Weltkrieges und dem Anschluss an das Königreich Italien blieb die österreichische Gemeindeordnung zunächst bestehen und wurde erst 1923 durch die italienische Gemeindeordnung ersetzt. 1928 wurde die Gemeinde Bresimo im Zuge der 1927 beschlossenen faschistischen Gemeindereform aufgelöst und der Gemeinde Livo angeschlossen. Der Zusammenschluss wurde 1947 wieder rückgängig gemacht.
Im gleichen Jahr wurde bei der Restaurierung der Pfarrkirche im Ortsteil Baselga ein Zyklus aus 18 Fresken aus dem 16. Jahrhundert freigelegt, der stark von der von Albrecht Dürer als Holzschnitt geschaffenen kleinen Passion beeinflusst ist. Das Werk wurde von einem nicht näher bekannten „Meister von Bresimo“ geschaffen und zählt zu den bedeutendsten Freskenarbeiten des 16. Jahrhunderts im Trentino. Ob der Maler bei der Ausführung von dem zeitgleich in Südtirol tätigen Bartlmä Dill Riemenschneider unterstützt wurde, der sich nachweislich auch im Nonstal aufhielt, ist nicht eindeutig geklärt.
Bei einem Großbrand 1954 wurden im Ortsteil Fontana 26 Häuser zerstört. 200 Einwohner verloren bei dem Brand ihr Heim. Bereit 1932 waren bei einem Brand im Ortsteil Bevia mehrere Häuser niedergebrannt.

### Bevölkerungsentwicklung
| Jahr      | 1921 | 1931 | 1951 | 1961 | 1971 | 1981 | 1991 | 2001 | 2011 | 2021 |
| --------- | ---- | ---- | ---- | ---- | ---- | ---- | ---- | ---- | ---- | ---- |
| Einwohner | 534  | 462  | 448  | 453  | 392  | 353  | 311  | 292  | 254  | 250  |

Quelle: ISTAT

## Verkehr
Bresimo ist mit der Provinzstraße SP 68 mit der südöstlichen liegenden Gemeinde Livo verbunden, die wiederum mit der SP 6 an die Strada Statale 42 del Tonale e della Mendola angeschlossen ist.

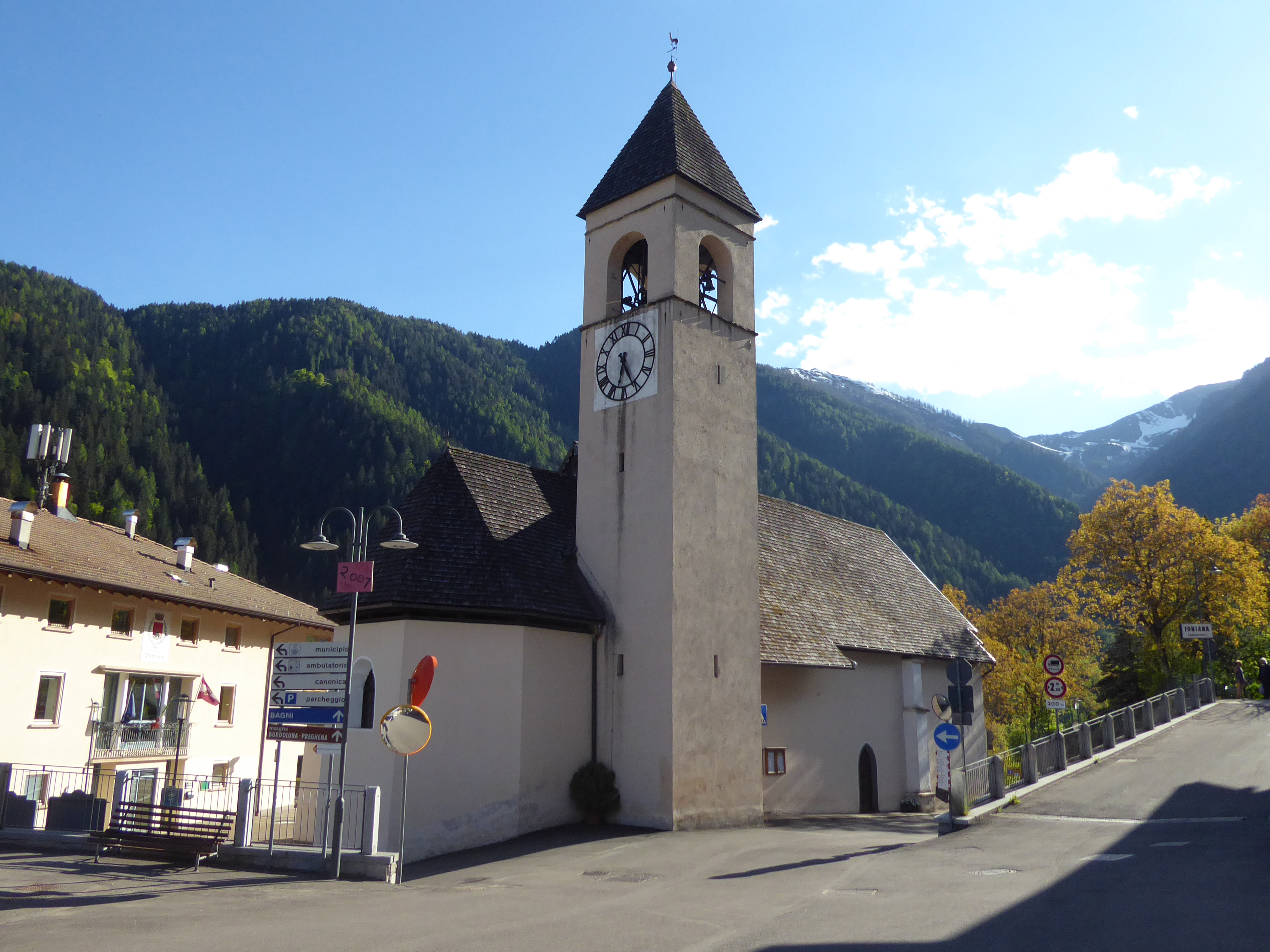
Ortsteil Fontana Nuova mit Pfarrkirche San Bernardo und Rathaus
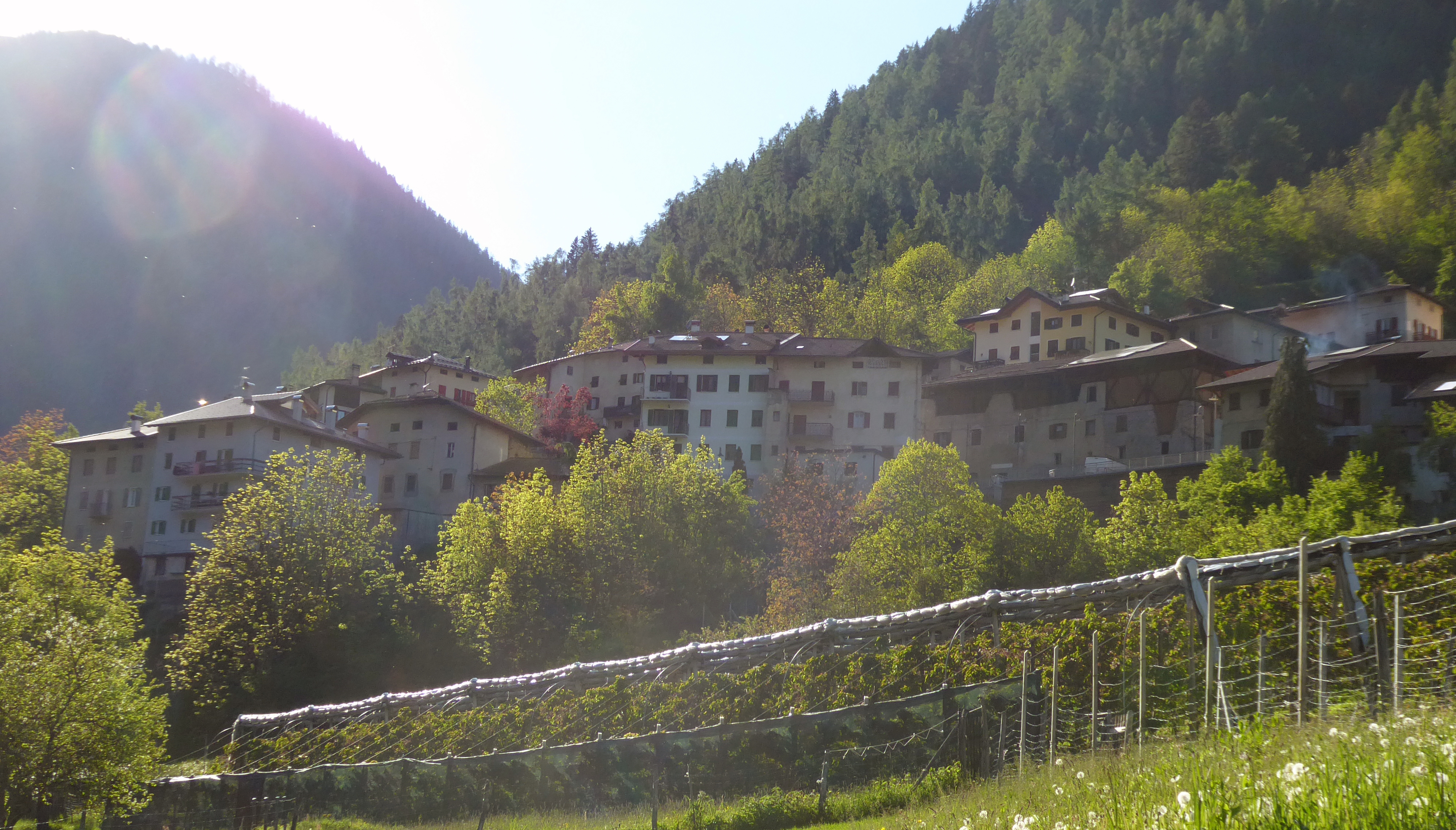
Ortsteil Fontana
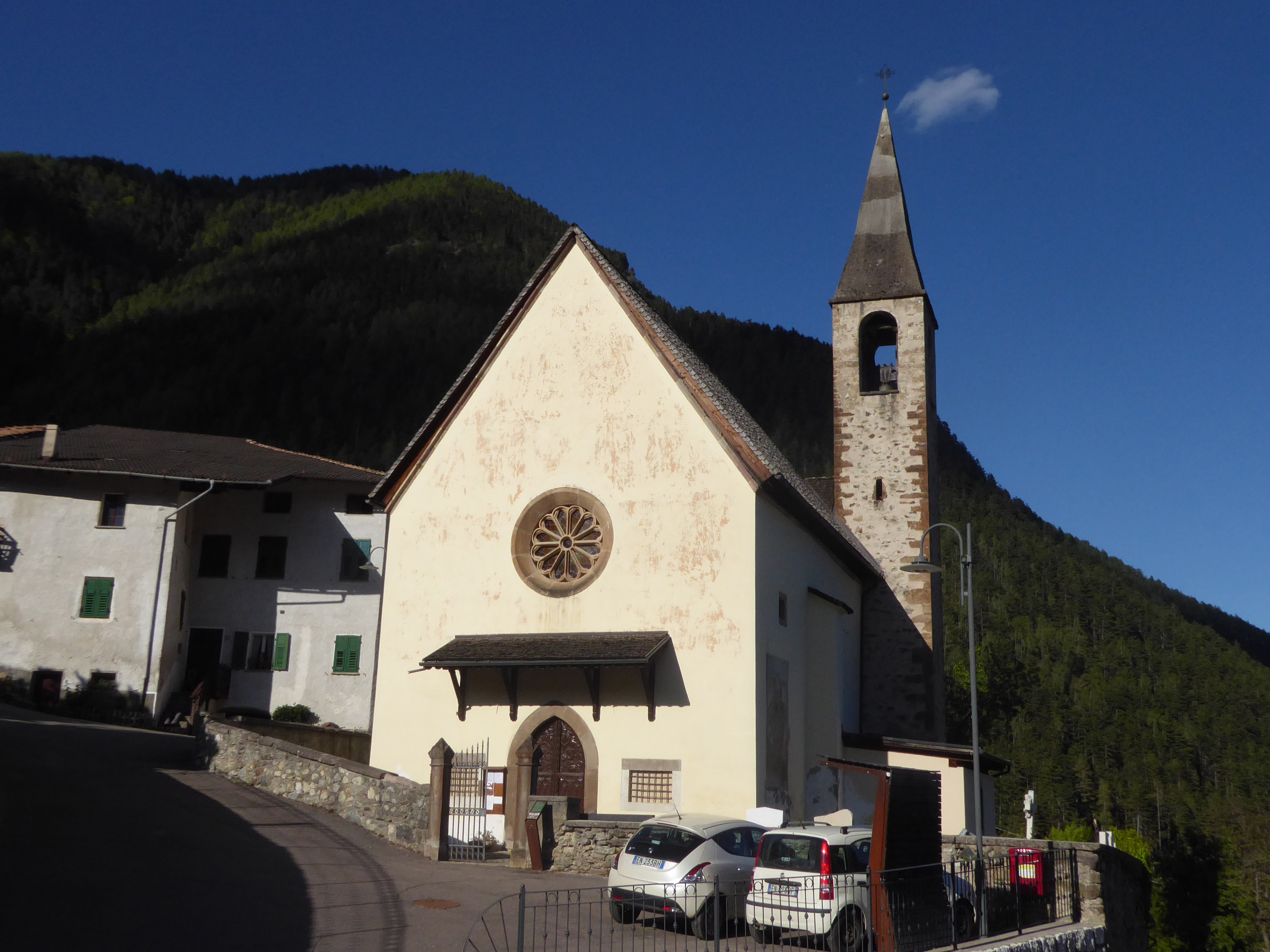
Ortsteil Baselga mit der Chiesa dell’Assunzione
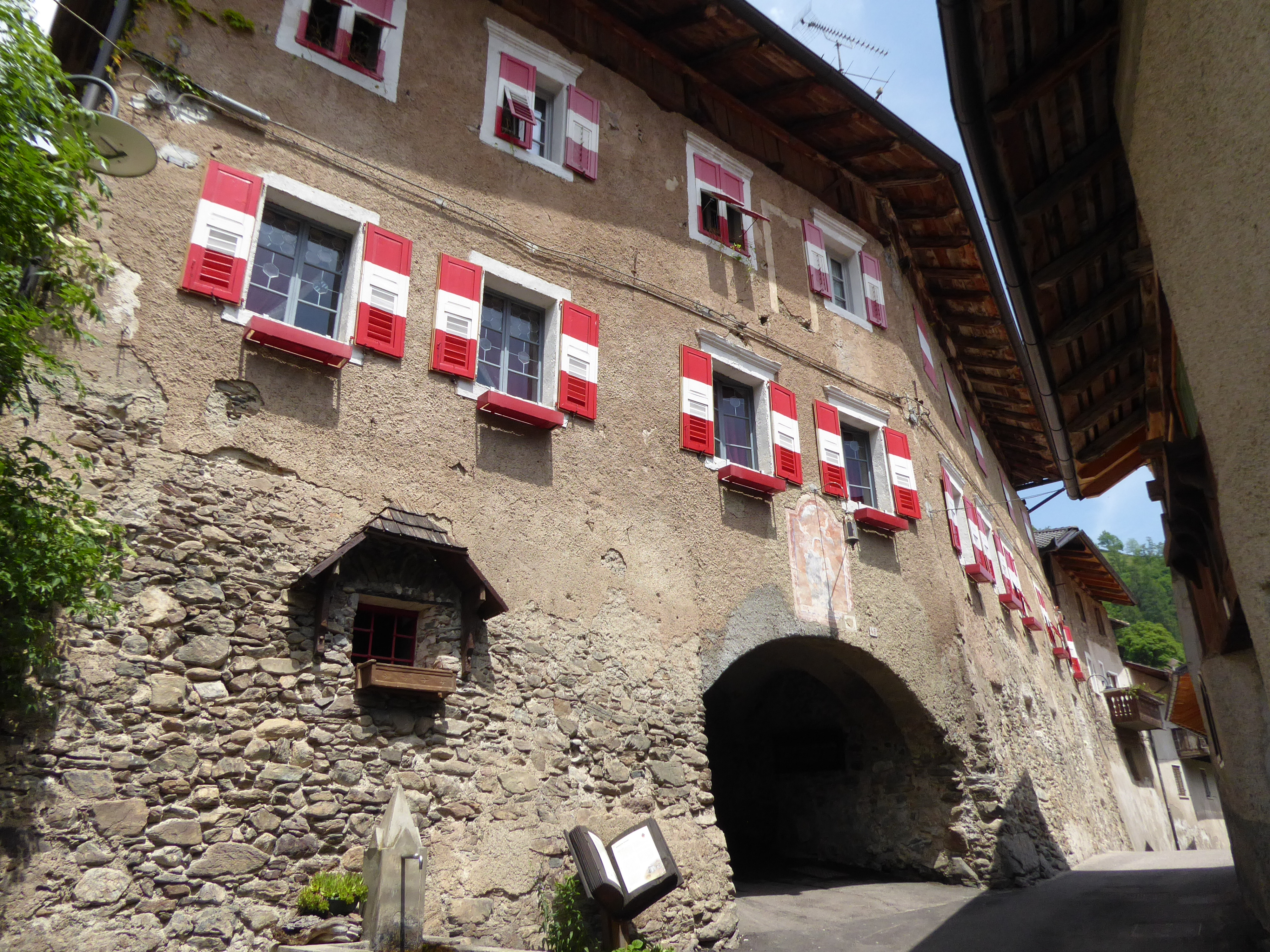
Ortsteil Bevia – Casa Gadenta
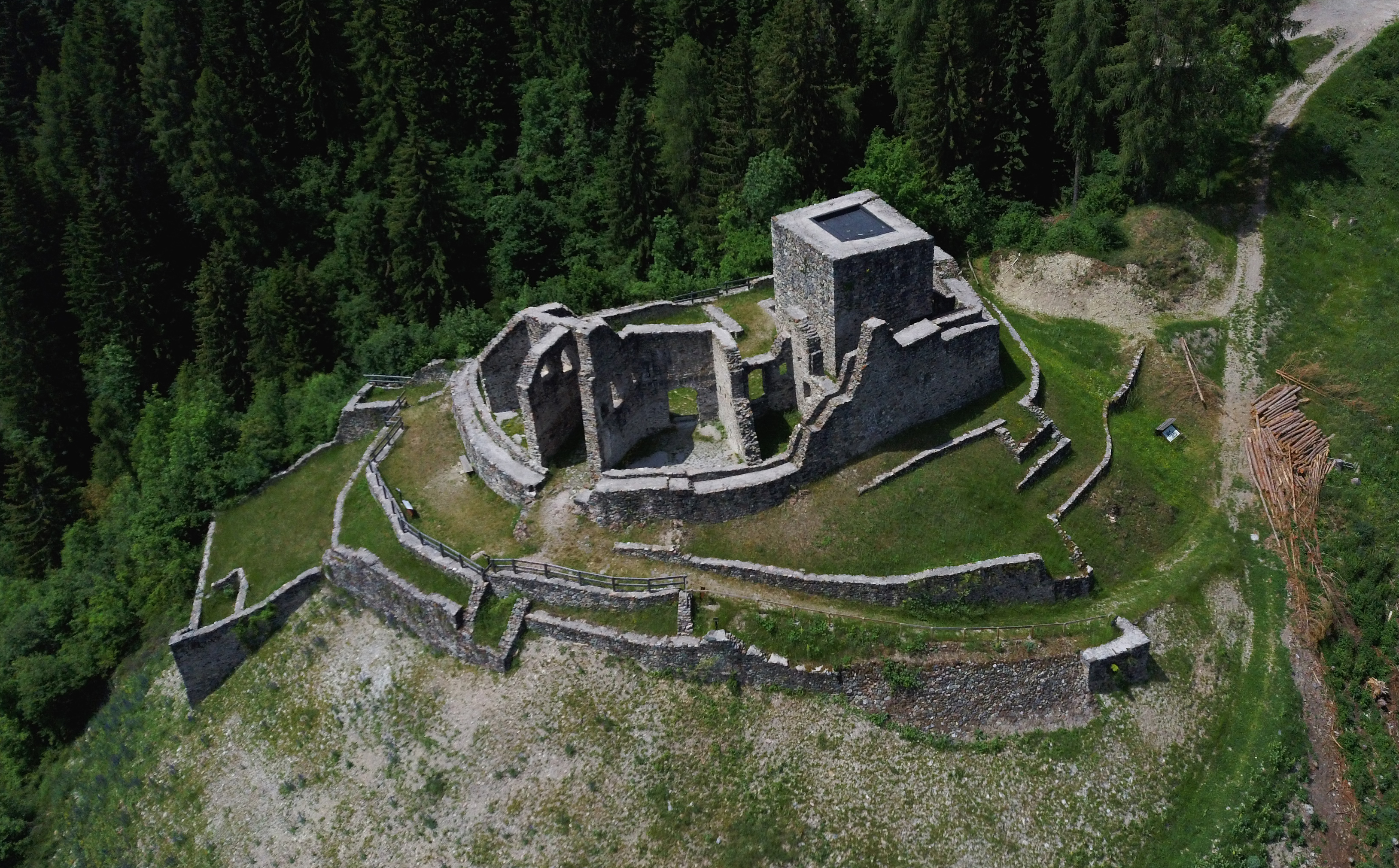
Ruine des Castello di Altaguardia